# La Rose - Technopôle de Château-Gombert (métro de Marseille)
La Rose - Technopôle de Château-Gombert est le terminus de la ligne 1 du métro de Marseille. La station est inaugurée le 26 novembre 1977. Située dans le 13e arrondissement, elle dessert le quartier de la Rose.

## Architecture
La station est aérienne et comporte trois entrées dont une est accessible par une galerie marchande. La salle des billets se trouve au rez-de-chaussée et les quais sur le viaduc de La Rose, accessibles par des escalators puis par des escaliers.
La station est ornée de panneaux grenat et blancs sur les quais, couverts d’auvents blancs supportés par des piliers roses. Des murets noirs faisant office de barrières de balcon se trouvent sur l’extrémité sud. Des baies vitrées se trouvent à l’étage entre le rez-de-chaussée et les quais.

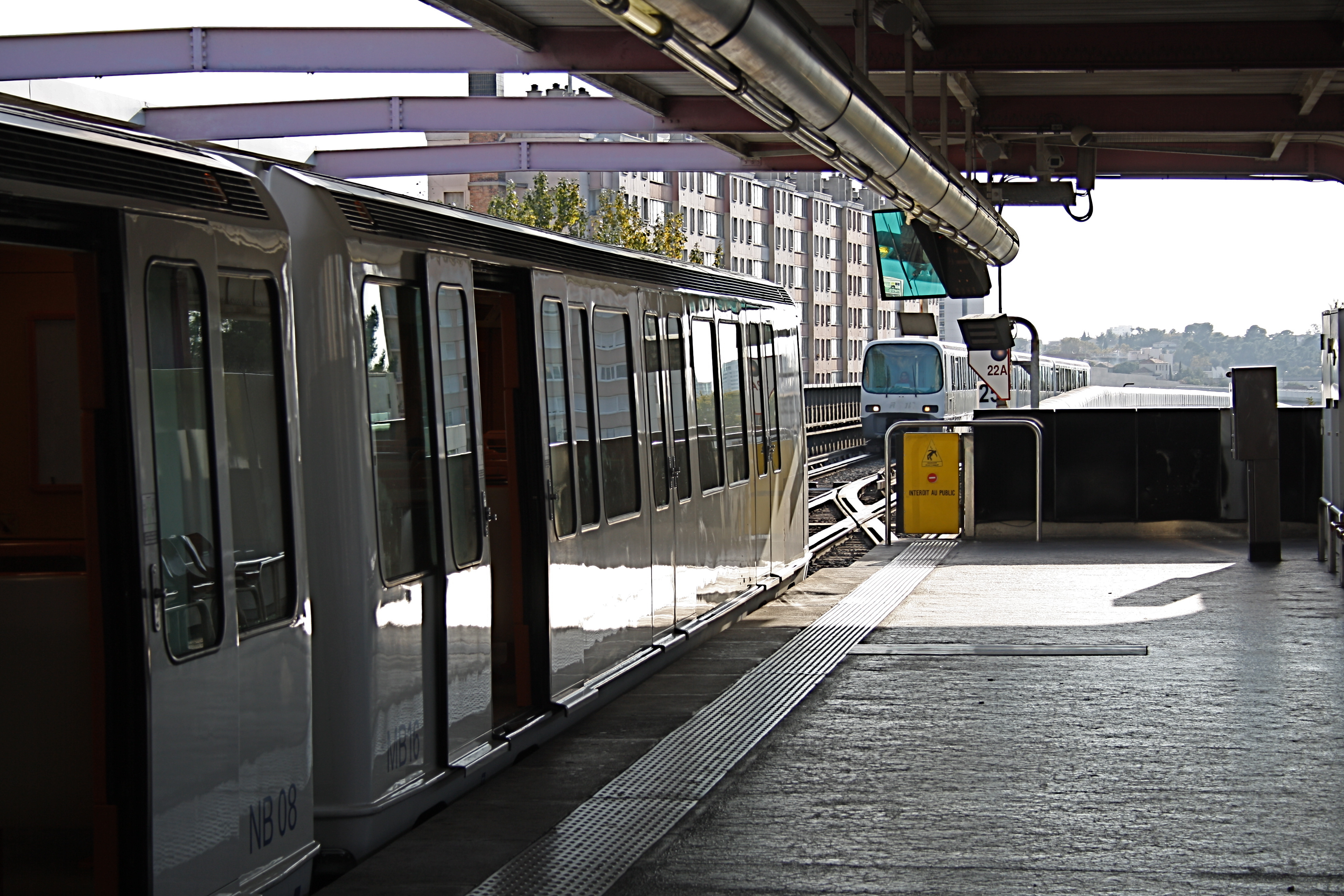
Rame en station

## Autour
- Le technopôle de Château-Gombert est à une quinzaine de minutes de marche, 5 minutes via le bus  [1].
- En prenant la ligne de bus  , et en s'arrêtant à Technopôle Centrale Marseille, on peut accéder à l'école Centrale Méditerranée.
- On trouve à proximité le quartier de la Rose, avec un bureau de poste et de nombreux commerces dans l'Avenue de la Rose.
- Les collèges Stéphane Mallarmé et Jean Giono se trouve à proximité de la station.
- Le lycée Antonin Artaud est accessible via les lignes   arrêt Lycée Artaud.
- L'école Polytech se trouve au niveau de Château-Gombert, accessible via les lignes   arrêt Technopôle Polytech Marseille.

## Services
- Service assuré tous les jours de 5h à 1h.
- Distributeurs de titres : possibilité de régler par espèces ou carte bancaire.
- Un point d'accueil commercial ouvert du lundi au samedi de 6h50 à 19h40
- Un parking Relais de La Rose à 200 m. De 1987 à 2019, il est basé sur la plateforme de l'ancien parking aérien du cours Honoré-d'Estienne-d'Orves[2]. Il est rénové et agrandi après deux ans de travaux, étant inauguré en septembre 2021[3],[4]
- Un parking Relais Technopôle de Château-Gombert, accessible via la ligne  , ouvert tous les jours de 4h30 à 20h et d'une capacité de 130 places.
- Un parking Relais Einstein, accessible via les lignes   Ligne 63 [5], ouvert du lundi au vendredi de 4h30 à 20h et d'une capacité de 260 places.
- Présence d'un abrivélo de 20 places (40 à l'avenir), accessible tous les jours de 4h30 à 1h30[6].

## Correspondances RTM
Terminus Métro La Rose
- Ligne   en direction de Château-Gombert
- Ligne   en direction de la Cité la Marie Haute
- Ligne   en direction des Hauts de Sainte-Marthe
- Ligne   en direction de La Valentine Centre Commercial
- Ligne   en direction de Les Trois Lucs
- Ligne   en direction de La Parade
- Ligne   en direction du Lycée Saint-Exupéry
- Ligne  Ligne 62 en direction de La Montade
- Ligne  Ligne 63 en direction des Côtes Rôties
- Ligne   en direction de La Fève
- Ligne   en direction d’Allauch Village

Arrêt Métro La Rose
- Ligne   en direction de Saint-Jérôme Parking Relais ou du Technopôle de Château-Gombert via Frais-Vallon
- Ligne   en direction de Métro Cinq Avenues ou du Dépôt la Rose
- Ligne   en direction de Métro Cinq Avenues ou de Les Baronnies